# Polyplectropus explanatus
Polyplectropus explanatus is een schietmot uit de
familie Polycentropodidae. De soort komt voor in het Oriëntaals gebied.